# Prionyx elegantulus
Prionyx elegantulus är en biart som först beskrevs av Rowland Edwards Turner 1912.
Prionyx elegantulus ingår i släktet Prionyx och familjen grävsteklar. Inga underarter finns listade i Catalogue of Life.